# Ліза Кадді
Ліза Кадді (англ. Lisa Cuddy) — персонаж американського телесеріалу «Доктор Хаус». Її роль виконує Ліза Едельштейн.
Доктор Кадді завідує лікарнею Принстон-Плейнсборо. Її спеціальність — ендокринологія, але адміністративні справи рідко дозволяють займатися медичною практикою. Кадді наймолодший керівник за всю історію лікарні — вона стала завідувачкою у 32 роки.
Кадді — єдина, хто здатен певною мірою контролювати Хауса. В одній із серій є згадка про романтичні стосунки між героями в минулому — Хаус в епізоді «Абсолютно секретно» про причину, яка змусила Кадді прийняти його на роботу, казав: «Ти дала мені все, що я просив тому, що колись вночі я дав тобі все, про що просила ти».
У серіалі не дається ніякої інформації щодо родини Кадді, за винятком згадки про те, що в неї є сестра. Також Кадді мала роман з військовим. Стежить за фігурою — бігає й не їсть солодкого. Періодично знайомиться в інтернеті, але як правило не надто вдало. Любить подорожі, музику й танці. Невдало намагалась завести дитину, після невдалих спроб екстракорпорального запліднення удочеряє дитину пацієнтки, що помирає. У школі була дуже популярною.

## Стосунки між Кадді та Хаусом
Кадді закінчила університет у Мічигані. У цей час вона зустріла Ґреґорі Хауса (актор Г'ю Лорі), який уже тоді був легендою в університетському містечку. Пізніше, коли в Хауса стався інфаркт м'язів правої ноги, Кадді була його лікарем. Попри небезпеку, Хаус відмовлявся від ампутації ноги, мотивуючи це тим, що «нога йому подобається». Він готовий був ризикнути життям заради збереження ноги. Але подруга Хауса Стейсі Ворнер вважала, що необхідно ампутувати ногу заради порятунку життя. Тоді Кадді запропонувала компромісний план між ампутацією ноги й збереженням її — видалення мертвих м'язів. У випадку невдачі Хаус повинен був залишитися калікою й до кінця життя відчувати біль, у випадку ж успіху його м'язи повинні були вирости знову, і він зміг би ходити. Не витримавши болю, що посилюється, Хаус попрохав ввести його в медикаментозну кому. Як тільки він знепритомнів, Стейсі, як його медичний повірник, прийняла за нього рішення про проведення компромісної операції.